# Haim Biton
Haim Biton, né le 17 janvier 1978 à Jérusalem, est un homme politique israélien, membre du parti Shas et actuel vice-ministre de l'Éducation depuis décembre 2022.

## Biographie
Biton est nommé directeur du Shas en 2014. En 2016, il prend la tête du système scolaire Ma'ayan Hinukh Torani du parti, augmentant ses effectifs de 10 000 élèves en deux ans. À la suite d'une plainte déposée par Hiddush, le bureau du procureur général statue en 2020 qu'il ne pouvait pas être à la fois directeur du parti et du réseau scolaire.
Biton est placé neuvième sur la liste du Shas pour les élections de 2015. Le parti ne remporte que sept sièges, et lorsqu'il a l'opportunité de prendre un siège, il décline, permettant à Yigal Guetta de prendre la place. Il refuse ensuite de se présenter sur la liste du parti pour les élections à la Knesset d'avril 2019. Cependant, avant les élections de 2021, il est placé cinquième sur la liste du Shas et est élu à la Knesset alors que le parti remporte neuf sièges.